# نوکنفدرالی
نوکنفدرالی (انگلیسی: Neo-Confederate) یا ملی‌گرایی جنوبی (انگلیسی: Southern Nationalist) به افراد و گروه‌هایی گفته می‌شود که ایالات مؤتلفه آمریکا و اعمالش را در جنگ داخلی آمریکا به دیدهٔ تحسین می‌نگرند و حامی فضیلت‌های جنوب پیش از جنگ داخلی آمریکا هستند و جنگ داخلی آمریکا را تقلایی شرافتمندانه برای شیوهٔ زندگی جنوبی می‌دانند.